# Баллестрино, Эстер
Эстер Баллестрино де Кареага (исп. Esther Ballestrino de Careaga; 1918—1977) — парагвайская активистка и биохимик. Одна из основательниц «Матерей площади Мая», которые организовывают акции протеста матерей пропавших без вести детей, похищенных властями. Её насильственное исчезновение (похищение и убийство) произошло в Аргентине во время военной диктатуры «Процесса национальной реорганизации» (1976—1983) и её «Грязной войны».

## Биография
Баллестрино родилась в Парагвае, где получила степень доктора биохимии. Она стала политической активисткой социалистической Февральской революционной партии. Позже она основала и возглавила «Женское движение Парагвая». При военном правлении Ихинио Мориниго политическая деятельность была опасна, и в 1947 году ей пришлось покинуть страну. В Аргентине она вышла замуж и родила трех дочерей. Она работала в отделе пищевых продуктов в лаборатории Хикетие-Бахманна в Буэнос-Айресе, где одним из её подчиненных был Хорхе Марио Бергольо, который позже стал Папой Франциском. Он помнит, как работал на неё и её внимание к деталям. Позже он сказал, что марксисты могут быть хорошими людьми, и считал, что Баллестрино оказала большое влияние на него. Баллестрино считается первой женщиной, которая была начальником будущего папы Римского.
В 1976 году двое её сыновей, Мануэль Карлос Куэвас и Ив Домерг, были похищены. Баллестрино приписывают помощь в обнаружении матерей на площади Мая, в которых участвовали матери пропавших без вести детей, протестовавшие на площади Мая. В следующем году её беременная дочь Ана Мария Кареага также была похищена властями в декабре 1977 года и подвергнута пыткам. Баллестрино связалась с Хорхе Марио Бергольо и попросила его приехать, чтобы провести панихиду по ней. Католик Бергольо был удивлен, так как знал, что Баллестрино верила в марксистское учение. Когда он приехал, то узнал, что истинное намерение Баллестрино состояло в том, чтобы заставить его тайно вывезти семейную коллекцию коммунистических книг. Баллестрино опасалась, что эти книги приведут к её аресту в случае обыска дома. Бергольо сделал, как его просила Баллестрино, и вывез книги контрабандой.
В декабре 1977 года Баллестрино, её сестры Алиса и Леони вместе с другими матерями с площади Пласа-де-Майо подготовили запрос об именах пропавших без вести и о том, чтобы правительство сообщило об их местонахождении. Ответ был опубликован в газете La Nación 10 декабря 1977 года. Капитан ВМС Альфредо Астис проник в «Матери площади Мая», и власти выступили против зачинщиков. Баллестрино и Мария Понсе де Бьянко были схвачены полицией в церкви Санта-Крус в центре Буэнос-Айреса.
Службы безопасности Аргентины доставили женщин в центр содержания под стражей, где их пытали, а затем сбросили в море с самолёта, предположительно, ещё при жизни.

## Поиск останков
20 декабря 1977 года трупы были обнаружены недалеко от Санта-Тересита и Мар-дель-Тую. Судебно-медицинская экспертиза установила, что причиной смерти стало «столкновение с твердой поверхностью с большой высоты». Этот вывод был сделан на основании типа переломов костей, полученных до смерти. Без дальнейшего расследования тела были помещены в безымянные могилы на кладбище города генерала Лавалье. Там они оставались некоторое время.
В 1984 году «Национальная комиссия по делам об исчезновениях людей» и «Суд над хунтами» провела эксгумацию тел на кладбище генерала Лавалье. В ходе расследования были обнаружены кости, которые принадлежали телам, найденным на пляжах Сан-Бернардо-дель-Тую и Ла-Лусила-дель-Мар. Эти доказательства были использованы в судебном процессе против хунт судьей Горацио Каттани. Лишь в 2003 году дальнейшая информация привела к новым эксгумациям, проведенным аргентинской группой судебно-антропологической экспертизы, которая идентифицировала восемь тел, в том числе пять женщин, пропавших без вести в 1977 году: Баллестрино, Асусена Вильяфлор, Мария Понсе де Бьянко, Анджела Ауад и сестра Леони Дюкет.
Принятие аргентинских законов, известных как Ley de Punto Final и Ley de Obediencia Debida, положило конец дальнейшему расследованию, поскольку теперь возникло предположение, что причастные к делу выполняли приказы. У Каттани были доказательства, которые в 1995 году были описаны как «40 квадратных метров».
Все тела были перезахоронены в саду церкви Санта-Крус. Останки монахини Алисы Домон не были найдены и пропали без вести.

## Знания правительства США
Документы правительства Соединенных Штатов, рассекреченные в 2002 году, доказывают, что американское правительство знало в 1978 году о том, что тела французских монахинь Алисы Домон и Леони Дюке, а также Асусены Вильяфлор, Эстер Баллестрино и Марии Понсе были найдены на пляжах провинции Буэнос-Айрес. Этот секрет был раскрыт в Документе № 1978-BUENOS-02346, подготовленном бывшим послом США в Аргентине Раулем Кастро для госсекретаря США. Он был датирован 30 марта 1978 года и содержал тему «Сообщение о смерти монахинь». В документе говорится:
1. А. Ф. П. 28 марта из Парижа поступило сообщение о том, что тела двух французских монахинь (Алиса Доман и Рене Дюге), которые были похищены в середине декабря вместе с одиннадцатью другими правозащитниками, были опознаны среди трупов недалеко от Баия-Бланка.
2. Буэнос-Айрес был наполнен такими слухами более месяца назад на основании сообщений об обнаружении ряда трупов, выброшенных на берег необычно сильными ветрами вдоль Атлантического моря, в точках ближе к устью реки Ла-Плата, примерно в 300—350 милях к северу от Баия-Бланка.
3. (Имя изменено), которая пытается отследить эти слухи, имеет конфиденциальную информацию о том, что монахини были похищены агентами безопасности Аргентины и в какой-то момент были переведены в тюрьму, расположенную в городе Хунин, что в 150 милях к западу от Буэнос-Айреса.
4. Посольство также имеет конфиденциальную информацию из источника (защищенный) в правительстве Аргентины о том, что несколько недель назад на пляже недалеко от Мар-дель-Плата были обнаружены семь тел. Согласно этому источнику, это были тела двух монахинь и пяти матерей, которые исчезли в период с 8 по 10 декабря 1977 года. Наш источник подтвердил, что эти люди были первоначально арестованы сотрудниками сил безопасности, действующими в соответствии с широким мандатом против террористов и диверсантов. Источник далее утверждает, что немногие в ГОА знали об этой информации.
5. Источник был достоверным из-за предыдущих сообщений в прошлом, и у нас есть основания полагать, что он надежен в отношении вопросов об исчезновениях.

## Наследие
В 2014 году Папа Франциск встретился с мужем Баллестрино, который живёт в Швеции.